# トッシー・スピヴァコフスキー
トッシー・スピヴァコフスキー（Tossy Spivakovsky, 1906年12月23日 - 1998年7月20日）は、ロシア出身で、アメリカで活動したヴァイオリニスト。本名はナタン・スピヴァコフスキー（Nathan Spivakovsky）。

## 経歴
オデッサの出身。ベルリンでアリゴ・セラートとヴィリー・ヘスに師事する。10歳でデビューを果たし、13歳でヨーロッパ・ツアーを敢行して名声を高めた。18歳の時にヴィルヘルム・フルトヴェングラーに認められてベルリン・フィルハーモニー管弦楽団のコンサートマスターに抜擢されている。1920年代から、兄のヤッシャ・スピヴァコフスキーとデュオを結成し、エドモント・クルツを加えてピアノ・トリオとしての活動も行うなど、室内楽での活動も活発であった。1933年にオーストラリアへ演奏旅行に行き、メルボルン音楽院の教授の職に就いた。1940年に渡米してニューヨークに住み、アルトゥール・ロジンスキの率いるクリーヴランド管弦楽団のコンサートマスターを務め、1943年にはバルトーク・ベーラのヴァイオリン協奏曲第2番のアメリカ初演で独奏を担当し、ソリストとしての名声を確立した。1974年から1989年まで、ジュリアード音楽院のヴァイオリンと室内楽の教授を務めた。
コネチカット州ウェストポートにて没。